# 拉莫娜·帕拉旅

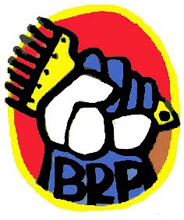
拉莫娜·帕拉旅标志

拉莫娜·帕拉旅（西班牙語：Ramona Parra Brigade，缩写为BRP）是智利的一个壁画宣传组织，隶属智利共产党。该组织以拉莫娜·帕拉命名，她是智利共产党的一名成员，于1946年1月28日在圣地亚哥的布尔内斯广场屠杀中被杀害。该组织成立于1968年，由智利共产主义青年第六次代表大会决议创建。